# Lykketoppen
Lykketoppen (norwegisch für Glücksgipfel) ist ein 766 m hoher Berg im Südwesten der Bouvetinsel im Südatlantik. Er ragt 1,5 km östlich der Landspitze Norvegiaodden auf und bildet den zweithöchsten Punkt der Insel.
Erstmals kartiert wurde er bei der Valdivia-Expedition (1898–1899) unter der Leitung des deutschen Zoologen Carl Chun. Teilnehmer einer Expedition unter der Leitung des norwegischen Kapitäns Harald Horntvedt (1879–1946) kartierten ihn im Dezember 1927 erneut und gaben ihm seinen Namen.